# Vasco Fernandez Praga
Vasco Fernandez Praga (También, Vasco Fernández Praga de Sandín o Vasco Praga) fue un trovador gallego del siglo XIII.

## Biografía
Se desconoce su fecha y lugar de nacimiento aunque se sabe que es gallego porque en el Livro de Linhagens de don Pedro así lo dice, la par que lo califica de muy buen trovador. Se cree que pudo llegar a Portugal al servicio de Gil Vásquez Soverosa. Se casó con una noble (Teresa Martins Mogudo de Sandín), debido a ello alcanzó el estatus de noble. Se asentó en Vizela y vivió, al menos, hasta el año 1258.

## Obra
Se conservan 29 cantigas: 25 cantigas de amor y 4 cantigas de amigo.